# Зуков (Западни Пархим)
Зуков (њем. Sukow) град је у њемачкој савезној држави Мекленбург-Западна Померанија. Једно је од 76 општинских средишта округа Пархим. Према процјени из 2010. у граду је живјело 1.505 становника. Посједује регионалну шифру (AGS) 13060077.

## Географски и демографски подаци
Зуков се налази у савезној држави Мекленбург-Западна Померанија у округу Пархим. Град се налази на надморској висини од 39 метара. Површина општине износи 21,4 km². У самом граду је, према процјени из 2010. године, живјело 1.505 становника. Просјечна густина становништва износи 70 становника/km².